# Fuss, nyuszi, fuss
A Fuss, nyuszi, fuss (eredeti cím: Run Rabbit Run) 2023-ban bemutatott ausztrál lélektani horrorfilm, amelyet Daina Reid rendezett és Hannah Kent írt. A főbb szerepekben Sarah Snook, Lily LaTorre, Damon Herriman és Greta Scacchi látható.
A filmet 2023. január 19-én mutatták be a Sundance Filmfesztiválon, majd június 28-án jelent meg a Netflixen. Magyarországon 2025. február 1-jén mutatta be a FilmBox Premium.

## Cselekmény
A nőgyógyász Sarah egyedülálló anya, miután elvált a férjétől, Petertől. Hétéves lánya, Mia születésnapján egy kóbor nyúl bukkan fel a ház küszöbén, amit a kislány azonnal ajándékként értelmez és magához vesz. Aznap este, amikor Sarah a lánya távollétében megpróbálja visszaengedni az állatot a természetbe, a nyúl megharapja. Ennek következményeként a háziállat Mia állandó társává válik.
A következő napokban Sarah észrevesz néhány változást a lányán. Mia mostanában egyre gyakrabban visel házi készítésű nyuszimaszkot, és kisebb sérülésekkel tér haza az iskolából, ezért Sarah arra gyanakszik, hogy lányát esetleg zaklatják. Eközben Mia tanára, Andrea arra gyanakszik, a kislány furcsa viselkedése a nagyapja, Albert halála utáni gyász feldolgozásának lehetősége, ezért azt javasolja Sarah-nak, hogy keressen fel egy pszichológust.
Amikor Mia egyre jobban érdeklődik a családja története iránt, Sarah gyanakodni kezd. Mia állítólag felismeri magát Alice – Sarah tinédzser kora óta eltűnt húga – régebbi fotóin, és kétségbeesetten keresi a kapcsolatot nagyanyjával, Joannal, aki demenciában szenved, és akivel Sarah évek óta feszült kapcsolatot ápol. Amikor találkoznak, Joan véletlenül „Alice”-nek szólítja unokáját, ami megerősíti a fiatal lányt abban a hitében, hogy ő valójában saját édesanyja húga, aki évek óta eltűnt. Sarah kísérletei, hogy felvilágosítsa Miát Alice múltjáról, szintén kudarcba fulladnak, mire a meg nem értett lány egyre agresszívebbé válik az anyjával szemben.
Mivel Joan régi ingatlanát el akarják adni, Sarah és lánya, Mia néhány napra beköltözik egykori szülei házába. A lánya és eltűnt testvére között elkerülhetetlenül felismeri a párhuzamot; a régi képeken is felfedez némi külső hasonlóságot. Sarah kezd kételkedni saját épelméjűségében, és egyre inkább olyan látomások gyötrik, amelyekben Mia és Alice személyisége összeolvadni látszik. Kiderül, hogy Sarah gyerekkorában saját húgát lelökte egy szikláról, ami után Alice a tengerbe fulladt. Bűntudattól gyötörve megpróbálja elmondani az igazságot, de nem tudja rávenni magát erre. Később Sarah látja, ahogy Mia és Alice együtt sétálnak a sziklák felé.

## Szereplők
| Szerep | Színész         | Magyar hang       |
| ------ | --------------- | ----------------- |
| Sarah  | Sarah Snook     | Nemes Takách Kata |
| Mia    | Lily LaTorre    | Prokópius Maja    |
| Peter  | Damon Herriman  | Molnár Levente    |
| Joan   | Greta Scacchi   | Boldizsár Tünde   |
| Alice  | Sunny Whelan    |                   |
| Denise | Naomi Rukavina  |                   |
| Nowa   | Shabana Azeez   |                   |
| Sandy  | Trevor Jamieson |                   |
| Andrea | Georgina Naidu  |                   |

### Magyar változat
- Magyar szöveg: Borsos Dávid
- Felvevő hangmérnök: Darvas Bence
- Hangmérnök és vágó: Papp Zoltán István
- Gyártásvezető: Mészáros Szilvia
- Szinkronrendező: Berzsenyi Márta
- Produkciós vezető: Legény Judit

A szinkront a Laborfilm Szinkronstúdió készítette el.

## A film készítése
Az ausztrál írónő, Hannah Kent egy igaz történeten alapuló regény megírásán gondolkodott egy skót gyermekről, aki emlékezett egy előző életére, és kutatásokat végzett hasonló esetekről. Amikor a Carver Films producerei, Anna McLeish és Sarah Shaw, megkérdezték, hogy van-e ötlete egy forgatókönyvre, egy ilyen történetet javasolt pszichológiai drámaként. Kentet különösen az érdekelte, hogy „milyen érzés lehet egy ilyen gyermek szülőjének lenni... az anyában és az elidegenedésben, amit akkor érez, amikor a gyermeke nem akarja őt.” A film később a horror műfajában fejlődött tovább.
2020 júniusában Elisabeth Moss csatlakozott a projekthez, amelyet az XYZ Films támogatott, a rendező pedig Daina Reid volt. A filmet az STXfilms forgalmazta volna. Moss korábban már dolgozott Reiddel A szolgálólány meséje című sorozatban. 2021 decemberében Sarah Snook vette át a főszerepet, miután Mossnak ütemezési problémák miatt ki kellett lépnie a projektből, miközben az STXfilms már nem volt érintett a filmben. A következő hónapban Damon Herriman és Greta Scacchi is csatlakozott a szereplőgárdához, a forgatás pedig még ugyanabban a héten megkezdődött.
A film forgatási helyszíne Waikerie volt, amely Dél-Ausztrália Riverland régiójában található, valamint Melbourne.

## Bemutató
A Fuss, nyuszi, fuss premierje a Sundance Filmfesztiválon volt 2023. január 19-én. Nem sokkal később a Netflix megszerezte a film forgalmazási jogait a Benelux államok, Portugália, Kelet-Európa, Közel-Kelet, Latin-Amerika, Hongkong, India, Indonézia, Fülöp-szigetek, az északi országok és Tajvan területén. A filmet 2023. június 28-án jelent meg a mozikban.